# Алюминийнеодим
Алюмѝнийнеоди́м (алюмини́д неоди́ма) — бинарное неорганическое соединение, интерметаллид
неодима и алюминия
с формулой NdAl,
кристаллы.

## Получение
- Сплавление стехиометрических количеств чистых веществ:

{\displaystyle {\mathsf {Nd+Al\ {\xrightarrow {940^{o}C}}\ NdAl}}}

## Физические свойства
Алюминийнеодим образует кристаллы ромбической сингонии, пространственная группа P mma, параметры ячейки a = 0,5940 нм, b = 1,173 нм, c = 0,5729 нм, Z = 8, d = 5,699 г/см3,
структура типа AlEr (по другим, более ранним данным, кристаллы кубической сингонии, пространственная группа P m3m, параметры ячейки a = 0,373 нм, Z = 1, структура типа CsCl).
Соединение образуется по перитектической реакции при 940 °C.

## Химические свойства
- Разлагается при нагревании:

{\displaystyle {\mathsf {2AlNd\ {\xrightarrow {>940^{o}C}}\ Al_{2}Nd+Nd}}}

## Применение
- Используется как материал электродов в жидкокристаллических дисплеях[4][5][6].